# Nils Bohlin
Nils Bohlin (ur. 17 lipca 1920, zm. 21 września 2002) – szwedzki inżynier, wynalazca trzypunktowych pasów bezpieczeństwa.

## Życiorys
Urodził się Härnösand w Szwecji, dyplom z inżynierii uzyskał na uczelni w rodzinnym mieście w 1939 roku. W 1942 roku rozpoczął pracę dla zakładów lotniczych Saab, gdzie zajmował się projektowaniem oraz pomagał przy rozwoju mechanizmu katapultacji siedzenia pilota. W 1958 roku zatrudnił się w Volvo, gdzie rok później opracował trzypunktowe pasy bezpieczeństwa. Zostały one po raz pierwszy zamontowane w modelu PV544, a w 1967 roku stały się standardowym wyposażeniem we wszystkich autach koncernu. Przeszedł na emeryturę w 1985 roku.
Zmarł 26 września 2002 roku.